# Rødby
Rødby foi um município da Dinamarca, localizado na região sul, no condado de Storstrom. O município detinha uma área de 120 km² e uma  população de 6 646 habitantes, segundo o censo de 2004.
A partir de 1 de Janeiro de 2007, com a entrada em vigor da reforma administrativa, o município foi suprimido juntamente com os municípios de Holeby, Maribo, Højreby, Ravnsborg, Rudbjerg e Nakskov, para dar lugar ao recentemente constituído município de Lolland, na região de Zelândia.